# Tephrosia zollingeri
Tephrosia zollingeri är en ärtväxtart som beskrevs av Cornelis Andries Backer. Tephrosia zollingeri ingår i släktet Tephrosia och familjen ärtväxter. Inga underarter finns listade i Catalogue of Life.